# Рифтовая долина

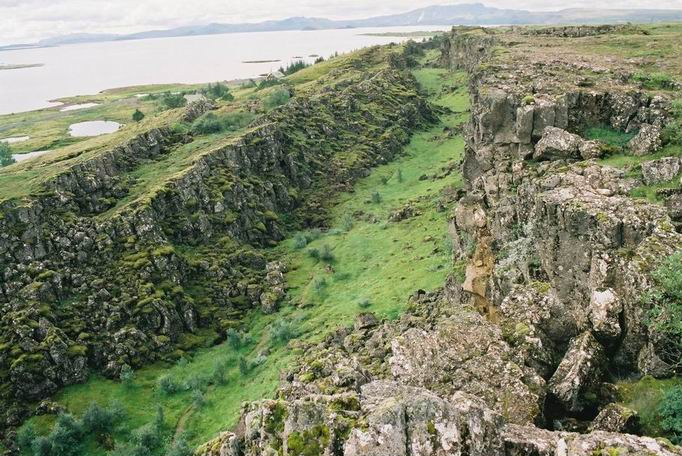
Часть рифтовой долины в Исландии

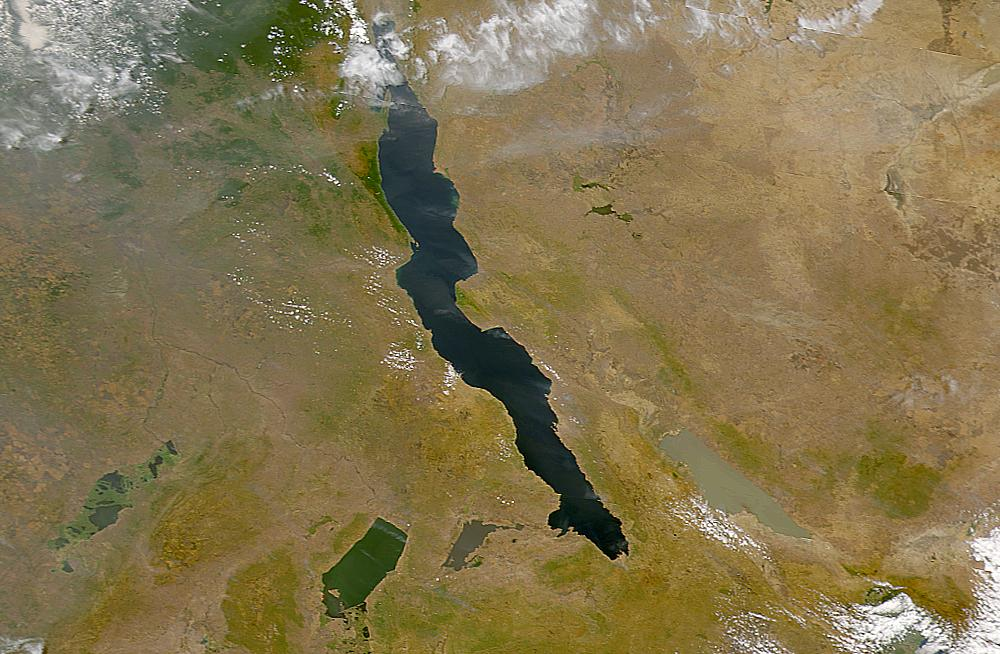
Восточно-Африканский рифт. Озеро Танганьика.

Рифтовая долина — линейно образованная низменность между несколькими возвышенностями или горными хребтами, созданная под действием геологического разлома или рифта. 
Это геологическая впадина, которая возникла в результате опускания линейно вытянутого участка земной коры (рифта), ограниченного параллельными зонами разломов. Рифтовые долины образовались за счёт термических конвекционных потоков внутри мантии Земли, из-за которых земная кора разламывается на блоки, которые затем подвергаются дальнейшим разломам.
На Земле рифтовые долины могут возникать на всех высотах, от морского дна до плато и горных хребтов в континентальной коре или в океанической коре.

## Описание
Наибольшие рифтовые долины расположены вдоль гряды океанических хребтов и возникли в результате спрединга. Примерами такого рода рифта являются Срединно-Атлантический хребет и Восточно-Тихоокеанское поднятие.
Значительная часть континентальных рифтовых долин являются авлакогенами, направляющимся от тройника, хотя есть и активные рифты: это Восточно-Африканский рифт, Байкальская рифтовая зона, Западно-Антарктический рифт. В этих случаях не только земная кора, но и тектоническая плита разламывается на всю свою мощь, образуя новые плиты. Если и дальше происходит рифтогенез, континентальные рифты в конце концов превращаются в океанические рифты.
Другим способом образования рифтовой долины является горизонтальное движение трансформных разломов, при этом относительное движение плит является преимущественно горизонтальным в одном или противоположных направлениях. Примерами являются Рифт Мёртвого моря, Северо-Анатолийский разлом и тому подобное.
Крупнейшие пресноводные озёра в мире расположены в рифтовых долинах и именуются рифтовыми озёрами. Озеро Байкал в Сибири, находится в активной рифтовой долине. Байкал является самым глубоким озером в мире и вмещает 20 % всей пресной жидкой воды на Земле. Танганьика, второе озеро по объёму воды находится в Рифте Альберта, представляющем собой западный рукав активной Большой Рифтовой долины. Озеро Верхнее в Северной Америке, самое большое пресноводное озеро по площади, находится в древнейшей и нефункционирующей Американской Среднеконтинентальной рифтовой системе. 
Самое большое подледниковое озеро, озеро Восток, возможно, также лежит в древней рифтовой долине.